# Compression Attached Memory Module

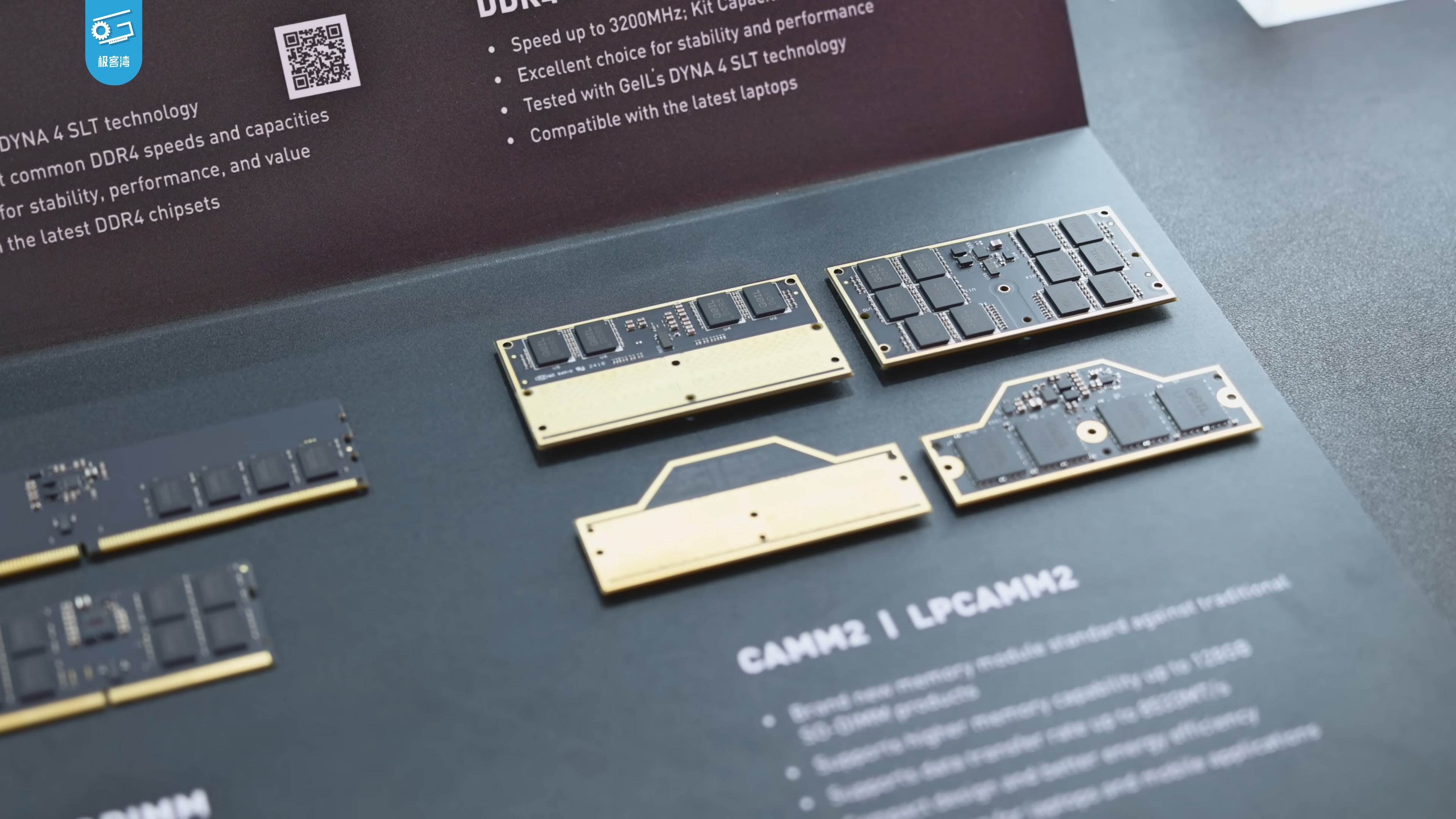
RAM CAMM2 (en haut) et LPCAMM2 (en bas) exposés lors du Computex 2024

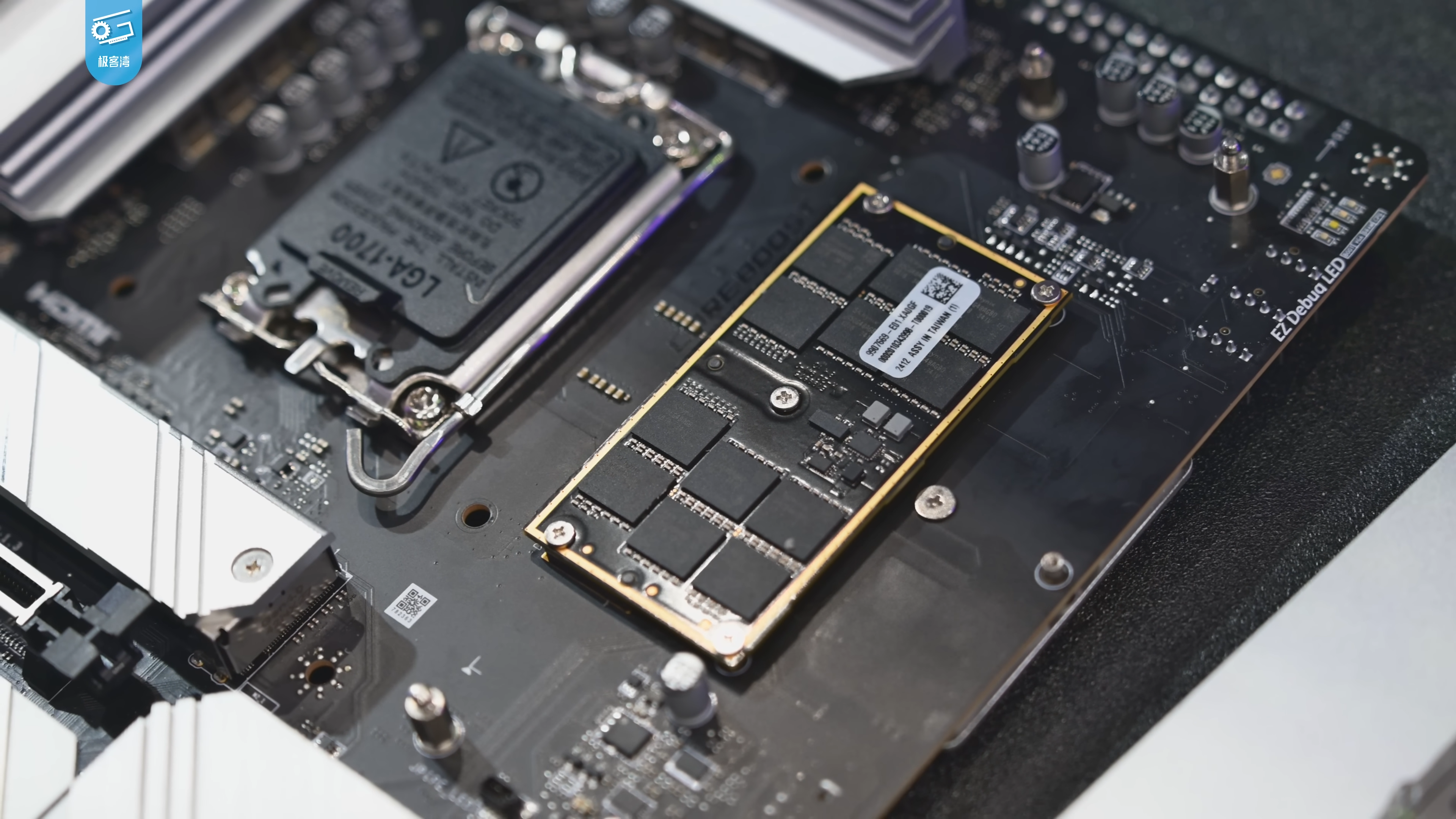
RAM CAMM2 installée sur la carte mère MSI Z790 Project Zero Plus

Compression Attached Memory Module (CAMM) est un type de module de mémoire vive qui utilise une matrice de pastilles (LGA), développé chez Dell afin de remplacer les modules SO-DIMM (qui utilisent une connexion de type slot). En 2023, JEDEC publie la première norme concernant ce nouveau type de module sous le nom CAMM2.
Tom Schnell, ingénieur chez Dell, est le principal concepteur du module CAMM. Tom Schnell préside ensuite le groupe de travail de JEDEC travaillant sur CAMM. Les détails de CAMM évoluent durant la phase de standardisation. Le 5 décembre 2023, JEDEC publie le standard JESD318: Compression Attached Memory Module (CAMM2) Common Standard.
Selon Tom Schnell, les connexions plus compliquées que les modules SO-DIMM imposent entre le microprocesseur et la mémoire causent des limitations de vitesse et de quantité de mémoire qui seront relevées par CAMM. Tom Schnell voit notamment une limitation à de la DDR5-6400 pour les SO-DIMM.
Les avantages des modules de mémoire CAMM sont leur finesse par rapport aux SO-DIMM (57 % selon Dell) pour les ultraportables, de permettre des modules LPDDR remplaçables, les vitesses au-dessus de 6 400 MT/s, des capacités jusqu'à 128 Go par module et deux canaux de mémoire sur un seul module. Les inconvénients sont qu'ils doivent être fixés par des vis.
Les modules de mémoire CAMM ont été utilisés pour la première fois dans les ordinateurs portables Dell Precision 7670 et 7770 en 2022,.